# SNCF BB 63400
Die dieselelektrischen Lokomotiven der Baureihe BB 63400 der französische Staatsbahn SNCF wurden zwischen 1959 und 1960 geliefert. Sie sind eine Unterbauserie der BB 63500 und, wie diese, Universallokomotiven.
Sie wurden von Brissonneau & Lotz in Paris hergestellt; der Dieselmotor wurde von der Société Alsacienne de Constructions Mécaniques aus Mülhausen bezogen.